# Apisa grisescens
Apisa grisescens är en fjärilsart som beskrevs av Abel Dufrane 1945. Apisa grisescens ingår i släktet Apisa och familjen björnspinnare. Inga underarter finns listade i Catalogue of Life.